# 조표 (조위)
초왕 조표(楚王 曹彪, 195년 ~ 251년)는 중국 삼국 시대 위(魏)나라의 황족으로, 무제(武帝)의 아들이다. 자는 주호(朱虎)이다. 어머니는 손희(孫姬)며, 동복 형제로 임읍상공자(臨邑殤公子) 조상(曹上), 강상공자(剛殤公子) 조근(曹勤)이 있다.

## 행적
건안 21년(216년)에 수춘후(壽春侯)로 봉해졌고, 황초 2년(221년)에 작위가 올라 여양공(汝陽公)으로 옮겼으며, 이듬해 익양왕(弋陽王)에 봉해졌다. 이 해 오왕(吳王)으로 옮겼다.
태화 5년(231년) 겨울, 서울에 입조했다. 이듬해 초왕(楚王)에 봉해졌다. 당초 입조했을 때 금령을 어겼으며, 청룡 원년(233년) 유사가 상주하여 조서를 내려 3현, 1500호를 깎았다. 이듬해 대사면 때 회복되었다. (조곤도 금령을 어긴 것으로 인해 조표와 같은 해에 삭봉당했고, 같은 해에 회복되었다.) 경초 3년(239년) 5백 호가 늘어 3천 호가 되었다.
가평 원년, 태위 왕릉과 연주자사 영호우가 모의하여, (동군 지방에 돌고 있던 요언과 조표의 자 주호를 연관시켜) 조표를 황제로 맞아들이고 서울을 허창으로 옮기고자 했다. 영호우는 장군 장식(張式)을 파견하여 조표와 왕래했다. 일이 발각되어 사마의는 왕릉을 토벌하러 수춘으로 향했으며, 왕릉은 사마의에게 나아가 연행되어 가던 도중 항 땅에서 약을 먹고 자결했으며, 이미 죽은 영호우와 함께 시체가 전시되었다. 사마의는 수춘으로 들어온 후 일을 철저하게 규명하여, 조표에게 죽음을 내렸다. 조표는 자결했다. 조표의 비와 아들들은 서인으로 면직되어 평원으로 유배되었다. 조표의 관속 이하 감국알자는 조표의 모반 의사를 알고서도 저지하지 않았다는 이유로 모두 주살되었다.

## 수명에 얽힌 일화
당초, 주건평(朱建平)은 문제 조비가 오관중랑장이 되었을 때 초청을 받아, 여러 사람의 수명을 예언하였고, 조표에 대해 “당신은 번국에 웅거하다가, 57세에 이르면 병란의 재앙을 당할 것이니, 마땅히 이를 막아야 합니다.”라고 예언했다. 조표가 왕릉의 일에 엮이어 죽음을 내리웠을 때, 나이가 57세였다.

## 후사
정원 원년(254년), 조서를 내려 조표의 세자 조가(曹嘉)를 상산진정왕(常山眞定王)에 봉했다.

## 같이 보기
- 삼국지 인물 목록